# Nyam jezik
Nyam jezik (ISO 639-3: nmi; nyambolo), afrazijski jezik, svega oko 100 govornika (2006), na području nigerijske države Taraba u LGA Karim Lamido, selo Andami.
Pobliže se klasificira zapadnočadskim jezicima u podskupinu pravih bole jezika, šira skupina A.2. bole-tangale. Prijeti mu nestanak.

## Vanjske poveznice
- Ethnologue (14th)
- Ethnologue (15th)